# آنتیستینس ۶۶۱۴
سیارک ۶۶۱۴ (به انگلیسی: 6614 Antisthenes، نامگذاری:6530P-L) شش هزار و ششصد و چهاردهمین سیارک کشف شده‌است که در ۲۴ سپتامبر ۱۹۶۰ کشف شد.
قدر مطلق سیارک برابر ۱۳٫۵۰ است.